# معاملة المثليين في المغرب
يواجه الأشخاص من المثليين والمثليات ومزدوجي التوجه الجنسي والمتحولين جنسياً (اختصاراً: LGBT) في المغرب تحديات قانونية واجتماعية لا يواجهها غيرهم من المغايرين جنسيا. يعتبر النشاط الجنسي بين الرجال وبين النساء غير قانوني في المغرب. يواجه الأشخاص من مجتمع المثليين وصمة عار بين السكان. كما أن المنازل التي يعيش فيها الشركاء المثليون غير مؤهلة للحصول على نفس الحماية القانونية المتاحة للأزواج المغايرين، مع وجود عدة تقارير تتحدث عن مستوى عالي من التمييز والانتهاكات ضد مجتمع المثليين.

## قانونية النشاط الجنسي المثلي
تجرم المادة 489 من القانون الجنائي المغربي أي «عمل بذيئ أو غير طبيعي مع شخص من نفس الجنس». لذلك فالنشاط الجنسي المثلي غير قانوني في المغرب، ويمكن أن يعاقَب مرتكبه بالسجن من 6 أشهر إلى 3 سنوات مع دفع غرامة مالية تتراوح ما بين 120 إلى 1200 درهم مغربي. تستخدم الحكومة المغربية القانون كوسيلة لأفراد الشرطة للتضييق على مجتمع المثليين. عندما يُقبض على أحدهم في المغرب لارتكابه فعل جنسي مثلي، فإن اسمه سيعلن في الجرائد بغض النظر عما إذا كان مثليًا حقا أم لا. ومع ذلك، فإن القانون يطبق بشكل متقطع من قبل السلطات، وذلك مع وجود درجة من التسامح تجاه المثلية الجنسية في منتجعات مثل مراكش، وفي كثير من الأحيان تمتد هذه العلاقات لتصل إلى شكل من أشكال الدعارة التي تنطوي على السياح من الدرجة الأولى. ينبع الوضع القانوني للمثليين الذين يعيشون في المغرب إلى حد كبير من الأخلاق الإسلامية التقليدية التي تجرم المثلية الجنسية وتعتبر أن شهوة الملابس المغايرة علامة من علامات الفجور.
اعتقلت فتاتان في مراكش في عام 2016، بعدما التقط شخص ما صورة وهن يقبلن بعضهن البعض، وقد أثار هذا الاعتقال حفيظة العديد من النشطاء والجمعيات الدولية التي استخدمت هاشتاغ #freethegirls على وسائل التواصل الاجتماعي، وقد سبب هذا الضغط تأجيل قضية المحاكمة حتى شهر ديسمبر 2016. وفي أوائل نفس الشهر من نفس السنة تم تبرئة الفتاتين وإطلاق سراحهما.
في مايو 2019، في التقييم الذي أجرته الجمعية البرلمانية لمجلس أوروبا بشأن الشراكة مع البرلمان المغربي في إطار الشراكة من أجل وضع الديمقراطية، دعت الجمعية البرلمانية البرلمان المغربي إلى الكف عن تطبيق «أحكام القانون الجنائي التي تجرم العلاقات المثلية جنسياً أو العلاقات بين شخصين مغايرين لا تربطهما علاقة زواج». حتى إلغاءها.

## سياسة الحكومة
لم يقم لحد اليوم (2019) أي رئيس أو وزير أو زعيم حزب سياسي بنشر ببيانات علنية تتحدث عن حقوق المثليين في المغرب، كما لم يتم سن أي تشريعات لحمايتهم من العنف والتمييز أو حفظ حقوقهم، لذلك فمواقف الحكومة تجاه المثلية الجسية تميل إلى أن تكون في مصلحة حماية تقاليد البلاد، تمشيا مع الثقافة التقليدية ورؤية الدين في هذا الموضوع. هذا وتجدر الإشارة إلى أنه تم حظر كل الكتب التي تتناول مواضيع المثلية الجنسية والتوجه الجنسي أو شيء من هذا القبيل. وطالبت المدارس بتدريس منهاج "يشدد... على خطورة وفساد" الأفعال غير الطبيعية". وعلاوة على ذلك، ففي 21 مارس 2008، صدر بيان عن وزارة الداخلية المغربية كشفت فيه عن كامل نطاق جدول أعمال الحكومة بالقول:
أما السياسة الخارجية للحكومة المغربية فهي تسير في نفس المجرى الذي تنهجه في الداخل، حيث أنها لم تشارك في مؤتمر دولي يناقش قضايا وحقوق المثليين عُقد عام 2001، هذا بالإضافة إلى غياب المغرب عن مؤتمر الأمم المتحدة حول الإيدز/نقص المناعة البشرية، كما أنها عارضت البيان المشترك للأمم المتحدة الذي يدين العنف على أساس التوجه الجنسي والهوية الجندرية.

## الاعتراف القانوني بالعلاقات المثلية
لا يوجد اعتراف قانوني بالعلاقات المثلية في المغرب.

## الحماية من التمييز
لا يوجد حماية من التمييز أو المضايقة على أساس التوجه الجنسي أو الهوية الجنسانية بالمغرب.

## الهوية الجندرية والتعبير عنها
دأبت الأعراف التقليدية والثقافية والدينية في المغرب إلى ربط المثلية الجنسية بارتداء الذكور للملابس النسوية والتصرفات الأنثوية المتغنجة. وهي ظاهرة كانت مقبولة في بعض الأحيان خاصة لدى الأوساط الفنية لتعويض الظهور النسائي في الأدوار التمثيلية الكوميدية. حيث كان يعتبر بعض الرجال الذين يقومون بتجسيد تلك الأدوار بالمخنتين ويتمتعون بشيء من التسامح بين مؤيد ومعارض.
ساعد خبر قيام الفنانة الفرنسية المتحولة جنسيا، كوكسينيل، بإجراء عملية تحويل الجنس بالدار البيضاء سنة 1950 في إشهار المدينة باعتبارها مكانا يجوز لبعض الأطباء فيه تنفيذ عمليات تغيير الجنس، وإن كان في ظروف سرية.
أما اليوم، فمن غير الواضح ما إذا كان هذا النوع من العمليات لا يزال قائما أم لا، لكن المعروف أن سياسة الحكومة الحالية تعارض وبشكل كبير المتحولين جنسيا. كما قام متحولة جنسية مغربية تدعى راندا بنشر كتاب، على الرغم من أن نسب النجاح التجاري ومحتوياته غير معروف.

## ظروف الحياة
تهيمن في المغرب الثقافة الذكورية، حيث أن المجتمع يفضل منح الأنثى الأدوار التقليدية التي تتمثل بالأساس في الحصول على زوج وإنجاب أطفال. ولا تزال الحكومة تضغط وتشدد الخناق على المثليين، خاصة في الأزياء وفي وضع قوانين ضدهم.
قامت محكمة في القصر الكبير، وهي مدينة صغيرة تبعد نحو 120 كيلومترا إلى الجنوب من مدينة طنجة بإدانة ستة رجال في 10 كانون الأول/ديسمبر 2007 بسبب مخالفتهم للمادة 489 من قانون العقوبات المغربي. ومع ذلك، ووفقا لمحاميي المتهمين فإن الادعاء لم يقدم أي دليل على أن الرجال في الواقع شاركوا في سلوك محظور ما. وبالرغم من عدم وجود دليل على التهمة، إلا أن الرجال حُكم عليهم بأحكام متفاوتة، حيث أنه بتاريخ 17 ديسمبر 2007 تم نشر فيديو على الإنترنت—بما في ذلك موقع يوتيوب— زُعم أنه حفلة خاصة، لكن تقارير صحفية ادعت أن تلك الحفلة كانت بمناسبة «زواج المثليين»، ليتم بعدها مسيرة لعشرات من الرجال والنساء في شوارع القصر الكبير، مطالبين بأقصى العقوبات.
سمحت الحكومة عام 2010 للمغني البريطاني المثلي الشهير إلتون جون بتقديم أداء في مهرجان موازين، على الرغم من الاعتراضات الشديدة من قبل حزب العدالة والتنمية، الذي كان في ذلك الوقت أكبر أحزاب المعارضة في البرلمان. وقد تم التغاضي عن الموضوع من قبل محمد السادس، كونه كان من بين خطط الملك لضمان تفتح أكثر على الأمة الحديثة، خاصة وأن الممول الرسمي للمهرجان هو ملك المغرب.
عبد الله الطايع ورشيد أو هما كاتبان مغربيان ناجحان، فقد كتبا علنا عن أدوار الجنس والهوية الجندرية في المغرب، لكنهم لا يقيمون فيه. أما أبعد مظاهر السماح للمثليين في المغرب فهي أن الحكومة سمحت بوجود إحدى مجلات مجتمع المثليين فضلا عن منظمة بها للدفاع عن حقوقهم.
تم السماح بتوزيع منشورات المثليين على الكبار في المغرب، على الرغم من أن الحكومة لن تمنح المنشور ترخيص توزيع ويجب أن تصدر المجلة نفسها في إسبانيا المجاورة. بمعنى مماثل، لم تعترف الحكومة رسميًا بمنظمة حقوق المثليين، جمعية كيفكيف، ولكنها سمحت لها بالحضور ورعاية بعض الندوات التعليمية.
في عام 2017، في أعقاب الاستعراض الدوري الشامل في جنيف، دعى مصطفى الرميد، وزير العدل والحريات السابق في حكومتي عبد الإله بنكيران وسعد الدين العثماني المثليين ب«الأوساخ» في مقابلة. وقد انتقد هذا الأمر جمعيات حقوق الإنسان المحلية التي وقعت معًا عريضة موجهة إلى رئيس الوزراء المغربي العثماني لفتح تحقيق مع الوزير رميد «بشأن تصريحاته التمييزية وغير الدستورية تجاه الأقليات الجنسية».

## الدعوة من أجل حقوق المثليين
جمعية كيفكيف هي المنظمة الوحيدة في المغرب التي تقوم بالدعوة والمطالبة بحقوق هذه الفئة نيابة عن مجتمع المثليين، لكن هناك مجلة تُدعى Mithly (باللغة العربية: مثلي") تهتم بهذه الفئة في المغرب وتُنشر في إسبانيا فقط بدلا من المغرب. عموما، فالمجلة أُنشئت عام 2004، وبالرغم من ذلك لم يتم الاعتراف بها قانونيا من قبل وزارة الداخلية، ولكنها كان يُسمح لها بشكل غير رسمي بتنظيم بعض الندوات التثقيفية. هاجر المتوكل هي شابة مغربية مثلية الجنس كانت قد نشرت شريط فيديو على موقع يوتيوب في اليوم العالمي لحقوق الإنسان تدعوا فيه إلى الحب والتسامح، وقد أثار الفيديو جدلا كبيرا في الأوساط المغربية لتصبح فيما بعد أشهر مثلية في المغرب، وقالت في وقت لاحق أنها نشرت على الإنترنت سيرتها الذاتية والتي سببت لها العديد من المضايقات والتهديدات.

## ملخص
| قانونية النشاط الجنسي المثلي                                                                  | (العقوبة: غرامة، والسجن لمدة تصل حتى 3 سنوات) |
| المساواة في السن القانوني للنشاط الجنسي                                                       | No                                            |
| قوانين مكافحة التمييز في التوظيف                                                              | No                                            |
| قوانين مكافحة التمييز في توفير السلع والخدمات                                                 | No                                            |
| قوانين مكافحة التمييز في جميع المجالات الأخرى (تتضمن التمييز غير المباشر، خطاب الكراهية)      | No                                            |
| قوانين مكافحة أشكال التمييز المعنية بالهوية الجندرية                                          | No                                            |
| زواج المثليين                                                                                 | No                                            |
| الاعتراف القانوني بالعلاقات المثلية                                                           | No                                            |
| تبني أحد الشريكين للطفل البيولوجي للشريك الآخر                                                | No                                            |
| التبني المشترك للأزواج المثليين                                                               | No                                            |
| يسمح للمثليين والمثليات ومزدوجي التوجه الجنسي والمتحولين جنسيا بالخدمة علناً في القوات المسلحة | No                                            |
| الحق بتغيير الجنس القانوني                                                                    | No                                            |
| علاج التحويل محظور على القاصرين                                                               | No                                            |
| الحصول على أطفال أنابيب للمثليات                                                              | No                                            |
| الأمومة التلقائية للطفل بعد الولادة                                                           | No                                            |
| تأجير الأرحام التجاري للأزواج المثليين من الذكور                                              | (غير قانوني للأزواج المغايرين كذلك)           |
| السماح للرجال الذين مارسوا الجنس الشرجي التبرع بالدم                                          | No                                            |